# Gulört
Gulört, Blackstonia perfoliata är en gentianaväxtart. Gulört ingår i släktet Gulörter (Blackstonia) och familjen gentianaväxter. Den förekommer i Syd- och Mellaneuropa och når i väster upp till Storbritannien och Nederländerna. 2017 hittades arten växande i Limhamns kalkbrott i Skåne. En av de närmaste kända växtplatserna är Helgoland, där första fyndet gjordes 2015. Wirén bedömer det mest troliga spridningen till Limhamn är att endera har frön kommit med någon maskin eller med stövlar från någon besökare som varit med och rustat upp tunnelöppningen som ligger intill stenbrottet, vilket skedde cirka tio år före fyndet.

## Underarter
Arten delas in i följande underarter:
- B. p. perfoliata
- B. p. serotina
- B. p. intermedia
- B. p. grandiflora